# Orbicella faveolata
Espèce
Orbicella faveolata est une espèce de coraux appartenant à la famille des Merulinidae.